# Marieke Stam
Marieke Stam (ur. 21 kwietnia 1964 w Alkmaarze) – holenderska łyżwiarka szybka.

## Kariera
Największe sukcesy w karierze Marieke Stam osiągnęła w sezonie 1986/1987, kiedy zajęła drugie miejsce w klasyfikacjach końcowych Pucharu Świata na 1500 m i 3000/5000 m. W obu przypadkach wyprzedziła ją jedynie jej rodaczka, Yvonne van Gennip. Ponadto drugie miejsce w klasyfikacji 1500 m zajęła też w sezonie 1988/1989, tym razem przegrywając tylko z Constanze Moser z NRD. Stam wielokrotnie stawała na podium zawodów tego cyklu, jednak nigdy nie zwyciężyła. Nigdy też nie zdobyła medalu mistrzostw świata; jej najlepszym wynikiem było szóste miejsce wywalczone podczas wielobojowych mistrzostw świata w West Allis w 1987 roku. Rok później brała udział w igrzyskach olimpijskich w Calgary, gdzie jej najlepszym wynikiem było dwunaste miejsce w biegu na 1500 m. Na tych samych igrzyskach zajęła też szesnaste miejsce na 3000 m oraz trzynaste na dystansie 5000 m. W 1994 roku zakończyła karierę.
W 1984 roku w Calgary ustanowiła nieoficjalny rekord świata na dystansie 10 000 m.